# Lappula rechingeri
Lappula rechingeri är en strävbladig växtart som beskrevs av H. Riedl. Lappula rechingeri ingår i släktet piggfrön, och familjen strävbladiga växter. Inga underarter finns listade i Catalogue of Life.